# 弗拉格森特 (伊利諾伊州)
弗拉格森特（英語：Flagg Center）是位於美國伊利諾伊州奧格爾縣的一個非建制地區。該地的面積和人口皆未知。

## 地理
弗拉格森特的座標為41°56′26″N 89°07′20″W / 41.94056°N 89.12222°W，而該地的平均海拔高度為252米（即827英尺）。